# خانه آیت‌الله اشرفی اصفهانی
خانه شهید آیت‌الله اشرفی اصفهانی مربوط به دوره معاصر است و در کرمانشاه، کوچه اشرفی اصفهانی واقع شده و این اثر در تاریخ ۲۵ اسفند ۱۳۸۰ با شمارهٔ ثبت ۵۱۳۰ به‌عنوان یکی از آثار ملی ایران به ثبت رسیده است.